# NGC 504
NGC 504 (ook wel GC 291/292, 2MASX J01232787+3312152, h 107, MCG +05-04-041, PGC 5084, UGC 935 of ZWG 502.64) is een lensvormig sterrenstelsel in het sterrenbeeld Vissen. Het hemelobject ligt 174 miljoen lichtjaar (53,2×106 parsec) van de Aarde verwijderd en werd op 22 november 1827 ontdekt door de Britse astronoom John Herschel.